# Emma Morel
Emma Morel (Bonn, 1 juni 1883 — Amsterdam, 21 februari 1957) was een in Duitsland geboren Nederlandse filmactrice.
Morel behaalde in 1901 haar diploma cum laude aan de Toneelschool te Amsterdam. Ze sloot zich achtereenvolgens op 18-jarige leeftijd aan bij de Koninklijke Vereeniging Het Nederlandsch Tooneel, gevolgd door het Gezelschap Rika Hopper en het Schouwtooneel van Herman Heijermans. Ze heeft uiteindelijk meer dan 25 jaar op de planken gestaan bij de Amsterdamse Schouwburg, voordat ze uiteindelijk pensioneerde. Ze vereeuwigde zichzelf met optredens in de films Pygmalion (1937) als Mevrouw Higgins  en Vadertje Langbeen (1938) als Mevrouw van Dedem.
Morel trad in 1914 in het huwelijk met arts K. Pelger. Ze overleed op 73-jarige leeftijd; haar stoffelijk overschot is een dag in de Amsterdamse Schouwburg tentoongesteld geweest. In recente jaren is de Emma Morel Fonds opgericht, een fonds die een prijs aan de beste eindexamenstudent van de Kleinkunstacademie bewerkstelligt.